# Brad Hoylman-Sigal
Brad Madison Hoylman (sinh ngày 27/10/1965) là một chính khách đảng Dân chủ Hoa Kỳ đến từ thành phố New York. Được bầu lần đầu vào năm 2012, Hoylman đại diện cho khu vực 27 của Thượng viện bang New York.

## Đời tư
Brad Madison Hoylman và David Ivan Sigal tuyên bố kết hôn vào năm 2013. Họ sống với hai cô con gái, Silvia và Lucy, ở Greenwich Village. Hoylman theo Do Thái giáo.